# Isabella Cortese
Isabella Cortese (fl. 1561) est une alchimiste Italienne et écrivaine de la Renaissance.

## Biographie
En 1561, le livre d'Isabella Cortese I secreti della signora Isabella Cortese paraît pour la première fois à Venise et présente l'alchimie à un plus grand public. Il contient des remèdes médicaux et cosmétiques, des conseils d'économie familiale, ainsi qu'une discussion de la façon de transformer du métal en or . Le livre a été populaire et réédité plusieurs fois durant le XVIIe siècle. On a énoncé que ses connaissances provenaient davantage de ses voyages que de lectures de textes plus anciens .
Le cratère vénusien Cortese a été nommé en son honneur.
Le nom d'Isabella Cortese serait un pseudonyme. Aucune source biographique ne confirme son existence et les répertoires bibliographiques de l'histoire de la médecine et de la science ne citent aucune Isabella Cortese.

### Œuvre
- I Secreti della signora Isabella Cortese ne' quali si contengono cose minerali, medicinali, artificiose et alchimiche et molte de l'arte profumatoria, appartenenti a ogni gran signora (1561), Venise, 1574.

### Études
- (en) Anke Gilleir, Alicia Montoya et Suzan van Dijk, Women Writing Back / Writing Women Back: Transnational Perspectives from the late Middle Ages to the dawn of the modern era, Koninklijke Brill NV, Leiden, 2010
- (en) Diana Maury Robin, Anne R. Larsen et Carole Levin, Encyclopedia of women in the Renaissance: Italy, France, and England, ABC-CLIO, Inc, 2007
- William Eamon, Science and the Secrets of Nature. Books of Secrets in Medieval and Early Modern Culture, Princeton University Press, 1994, p. 135-137, 164, 194, 290.